# Parathoracaphis
Parathoracaphis är ett släkte av insekter. Parathoracaphis ingår i familjen långrörsbladlöss.
Kladogram enligt Catalogue of Life:
| Parathoracaphis | \| \| Parathoracaphis cheni \| \| \| \| \| \| Parathoracaphis elongata \| \| \| \| \| \| Parathoracaphis gooti \| \| \| \| \| \| Parathoracaphis kayashimai \| \| \| \| \| \| Parathoracaphis manipurensis \| \| \| \| \| \| Parathoracaphis setigera \| \| \| \| |
|                 | \| \| Parathoracaphis cheni \| \| \| \| \| \| Parathoracaphis elongata \| \| \| \| \| \| Parathoracaphis gooti \| \| \| \| \| \| Parathoracaphis kayashimai \| \| \| \| \| \| Parathoracaphis manipurensis \| \| \| \| \| \| Parathoracaphis setigera \| \| \| \| |
|                 | Parathoracaphis cheni |
|                 | |
|                 | Parathoracaphis elongata |
|                 | |
|                 | Parathoracaphis gooti |
|                 | |
|                 | Parathoracaphis kayashimai |
|                 | |
|                 | Parathoracaphis manipurensis |
|                 | |
|                 | Parathoracaphis setigera |
|                 | |